# Wattenmeer
Wattenmeere (abgeleitet von Watt) sind bestimmte Küstenbereiche eines Meeres, die unter einem starken Einfluss der Gezeiten stehen.

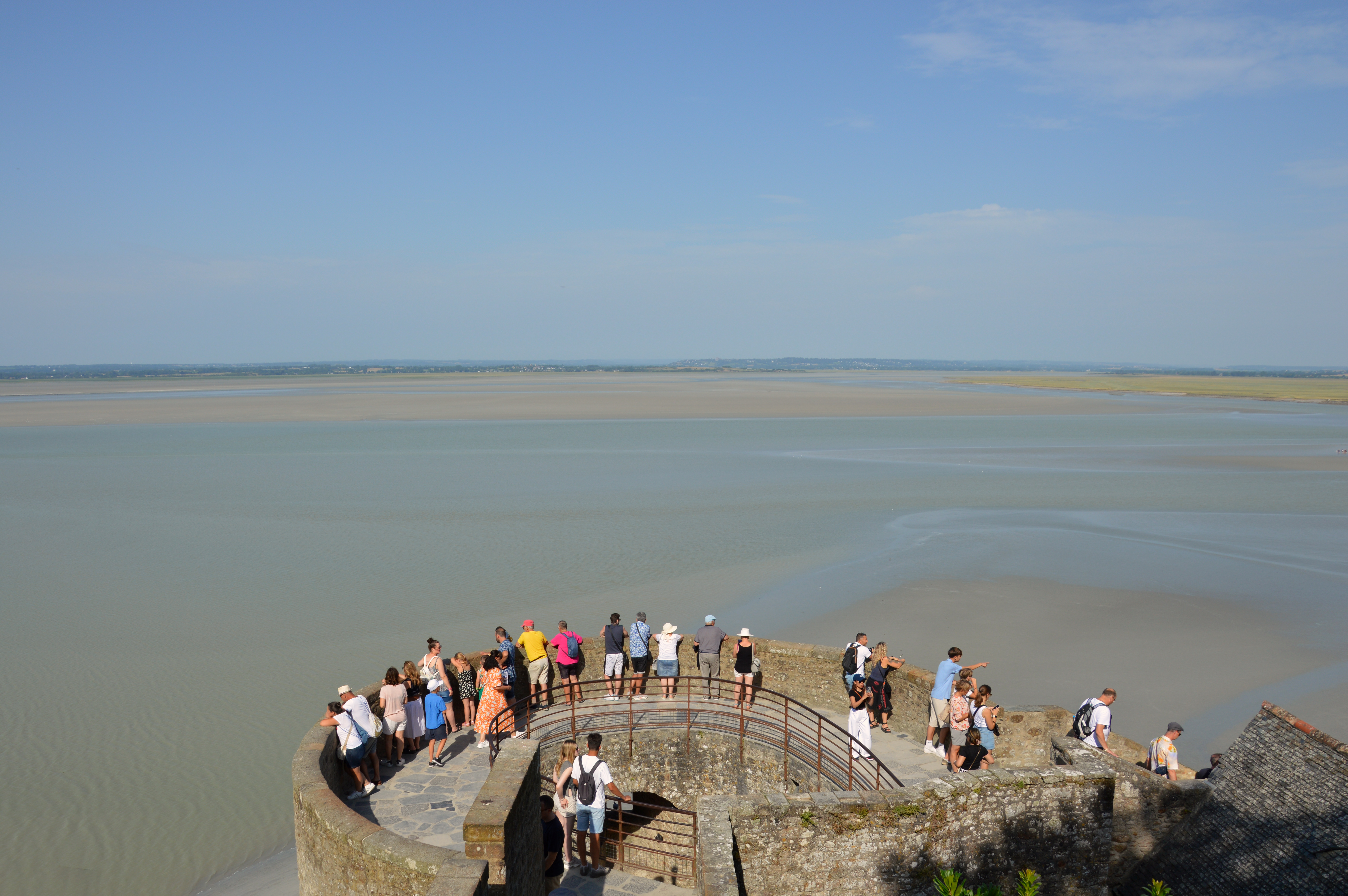
Französisches Wattenmeer am Mont Saint-Michel bei Niedrigwasser

Weite Flächen eines Wattenmeeres fallen regelmäßig zweimal täglich während der Niedrigwasserzeit (Ebbe) trocken und sind während der Hochwasserzeit (Flut) überflutet. Die bei Ebbe trockenfallenden Flächen bezeichnet man als Wattflächen. Der Begriff Wattenmeer wird allerdings nur auf Flachküsten mit Sand- oder Schlickwatten angewendet. Die Rinnen, durch die bei Ebbe das Wasser bevorzugt aus dem Watt abläuft bzw. bei Flut bevorzugt in das Watt einströmt, werden Priele, die größten davon Seegatten genannt.

## Vorkommen

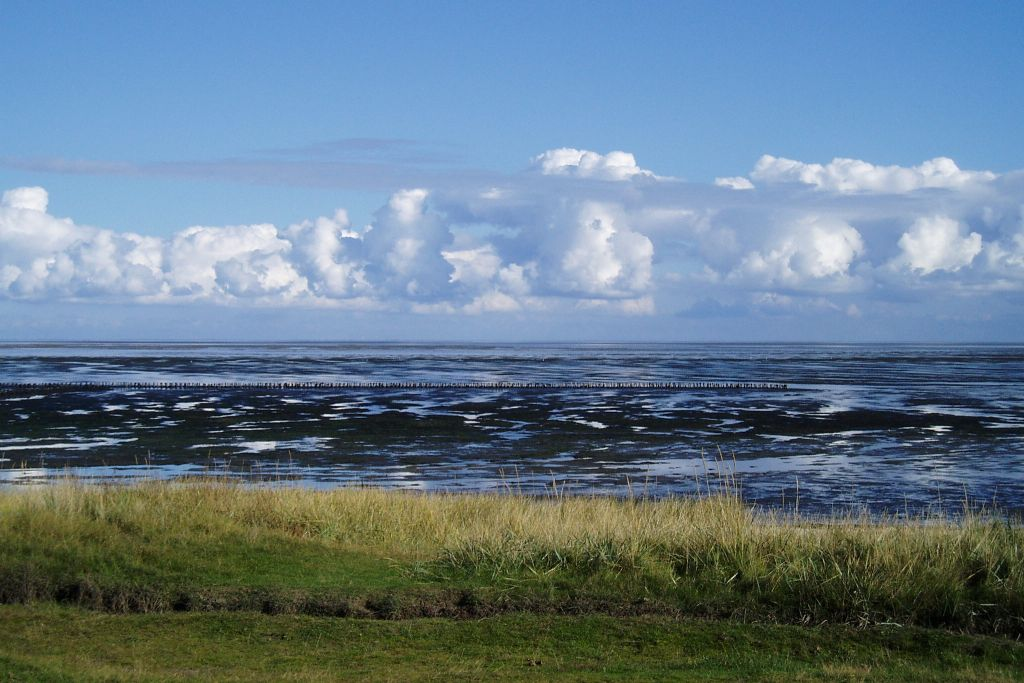
Niedrigwasser im Wattenmeer der Nordsee bei Sylt

Wattenmeere findet man in vielen Teilen der Welt in den gemäßigten Zonen. In den tropischen Zonen sind derartige Küstengebiete zumeist mit Mangroven (Gezeitenwäldern) überwachsen.

## Merkmale

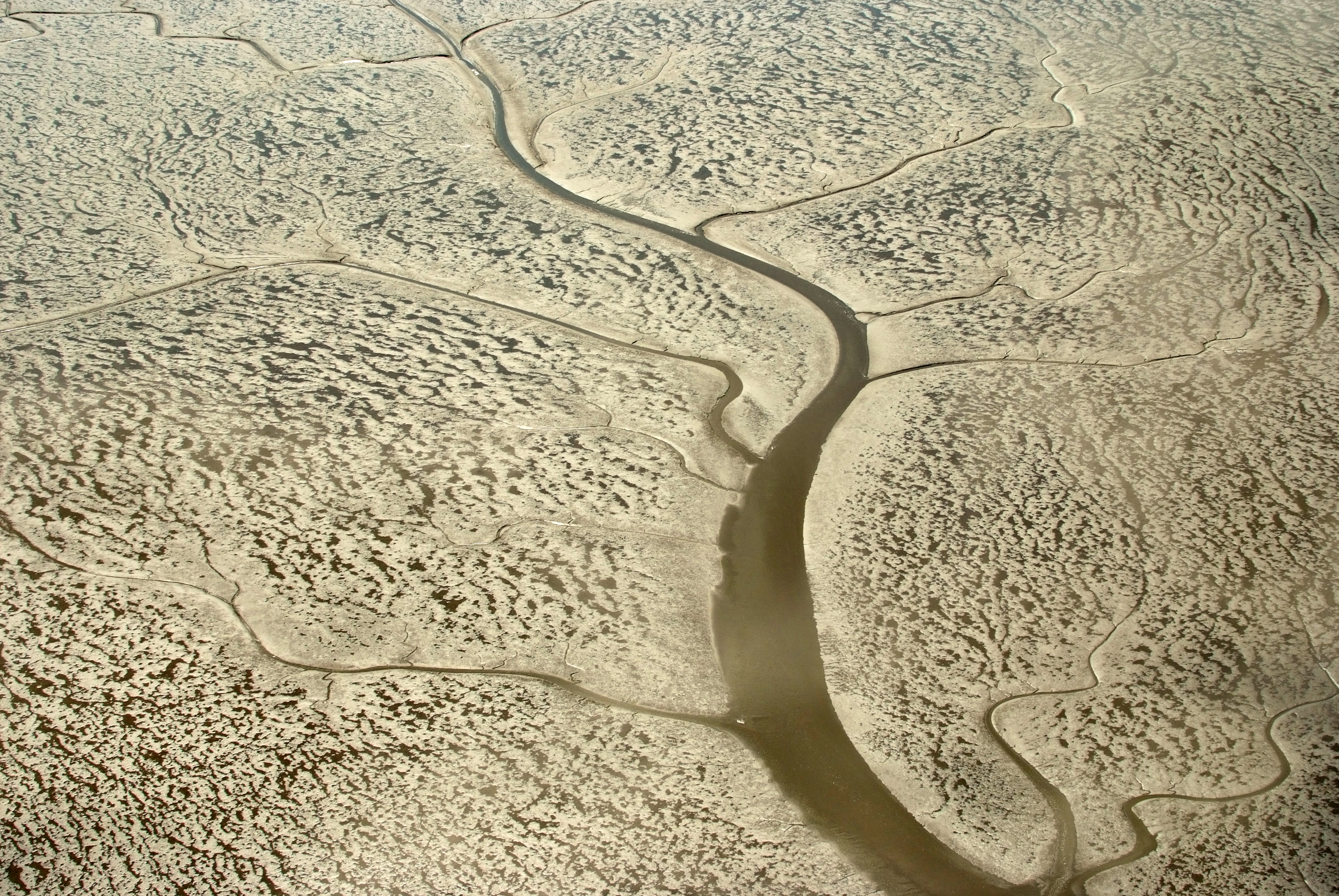
Luftaufnahme eines Priels mit Seitenarmen bei Ebbe im Niedersächsischen Wattenmeer.

Bei einem Wattenmeer verfügt der Boden nur über ein geringes Gefälle, wobei der Höhenunterschied im Allgemeinen weniger als einen Meter auf einer Länge von einem Kilometer aufweist. Gleichzeitig beträgt der Unterschied des Wasserstandes zwischen Hochwasser und Niedrigwasser mindestens zwei Meter, damit eine genügend große Fläche trockenfällt.
Im Bereich von Flussmündungen werden feinkörniges Material und Schwebstoffe, die zuvor in relativ niederschlagsreichen, flachen Gebieten vom Land in die Flüsse gespült wurden, durch die Strömung dem Meer zugeführt. Auch landseitige Winde führen dem Wattenmeer dieses Material zu, das dann Bestandteil des Wattsediments wird.
Das Wattenmeer wird in drei Zonen gegliedert. Der sublitorale Bereich liegt unterhalb des mittleren Niedrigwasserstandes, wobei dazu auch die Priele zählen. Der supralitorale Bereich liegt oberhalb des mittleren Hochwasserstandes und wird nur bei besonders hohen Fluten überspült. Sofern keine menschliche Bewirtschaftung vorliegt, entstehen hier normalerweise Salzwiesen. Das eigentliche Watt, d. h., die Flächen, die bei Hochwasser unter- und bei Niedrigwasser oberhalb des Wasserspiegels liegen, ist der eulitorale Bereich.
Oft bilden vorgelagerte Inseln und Sandbänke einen Schutz vor der Brandung des offenen Meeres und bremsen den seewärtigen Ebbstrom ab.

## Flora und Fauna
Ein Wattenmeer bietet einen speziellen, in Teilen auch extremen Lebensraum. Viele Tiere und Pflanzen leben ausschließlich im jeweiligen Wattenmeer, in dem sie angesiedelt sind und haben sich den dort herrschenden Bedingungen angepasst. Zudem ist ein Wattenmeer oft ein wichtiges Rastgebiet für Zugvögel. Außerdem bietet das Wattenmeer den Lebensraum für Wattwürmer und viele Muschelarten. Auf höher liegenden Flächen, die bei Niedrigwasser komplett trockenfallen, sogenannten Wattbänken, ruhen Robben. Auf den nur kurzzeitig (etwa bei Springtiden) trockenfallenden Flächen siedeln sich Seegräser, auf den nur zeitweise überfluteten Flächen Pflanzen wie der Queller an. Es gibt auch sehr viele einzigartige Pflanzen, die nur auf dem sandigen, lockeren Boden der Küstendünen wurzeln und diese stabilisieren.

## Ökologie
Das Wattenmeer hat große Bedeutung für die globale Biodiversität und erfüllt wichtige Dienste als Wirtschaftsfaktor, natürlicher Sturmflutschutz und Klimaschützer. Das Wattenmeer ist ein Lebensraum von herausragender Bedeutung für das Erdsystem auf globalen Skalen. 
Der Lebensraum Wattenmeer ist empfindlich gegenüber äußeren Einflüssen, die menschlichen Ursprungs sind und nicht zuletzt als Folgen des durch den Treibhauseffekt bedingten Klimawandels anzusehen sind. Dieser führt zu Anstiegen des Meeresspiegels, Erwärmung der Wassertemperaturen und Häufung von Wetterextremen. Bereits heute kann die Gezeitenströmung an vielen Stellen nicht mehr genug Sediment liefern, um den höheren Wasserstand auszugleichen. Das Wattenmeer beginnt langsam zu versinken. Mit ihm drohen wichtige Ökosystemleistungen für den Planeten verloren zu gehen.
Menschliche Eingriffe, wie in früheren Zeiten durchgeführte Eindeichungen und Entwässerungen supralitoraler Gebiete der Wattenmeere, der fortgesetzte Eintrag von Umweltgiften durch die Industrie und von übermäßigen Nährstoff-Mengen durch die Landwirtschaft, aber auch Belastungen durch Überfischung, Verkehr und Tourismus tun ein Übriges.
Daher gibt es weltweit Initiativen zum Schutz der Wattenmeere, die schon heute Ansätze zu einer internationalen Zusammenarbeit zeigen. Um beispielsweise den Schutz des Wattenmeers der Nordsee besser zu koordinieren, wurde 1987 von den Niederlanden, Deutschland und Dänemark das Common Wadden Sea Secretariat (CWSS) oder Wattenmeersekretariat gegründet.

## Liste der Wattenmeere
- in Europa
  - an der Nordsee

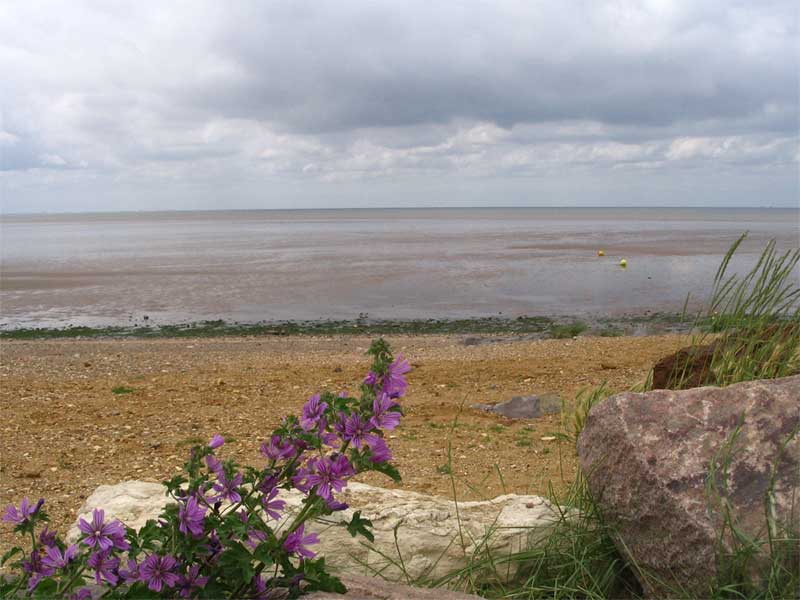
The Wash an der englischen Nordseeküste bei niedrigem Wasserstand, von Heacham in Norfolk aus gesehen

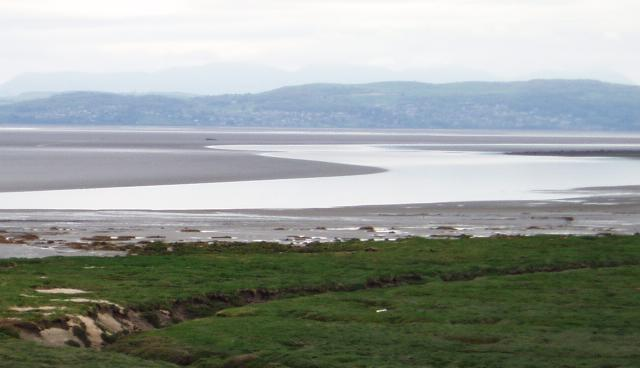
Blick über das Watt der Morecambe Bay auf der englischen Seite der Irischen See

    - das Wattenmeer in der Deutschen Bucht:
      - der Nationalpark Hamburgisches Wattenmeer
      - der Nationalpark Niedersächsisches Wattenmeer
      - der Nationalpark Schleswig-Holsteinisches Wattenmeer
      - das Staatsnatuurmonument Waddenzee in den Niederlanden
      - der Nationalpark Vadehavet in Dänemark

    - an der englischen Nordseeküste
      - das Wattenmeer um die englische Insel Lindisfarne in Northumberland
      - die bei Ebbe weitgehend trockenfallende Bucht „The Wash“ in Lincolnshire und East Anglia
      - das Themse-Ästuar

  - am Ärmelkanal
    - der Küstenabschnitt am Mont-Saint-Michel mit einem auf einem Granitfelsen errichteten Kloster inmitten des Wattenmeeres
    - die Romney Marsh an der Küste der Grafschaften Kent und East Sussex,

  - an der Irischen See
    - die Morecambe Bay (England)
    - die Bridgwater Bay (England)

  - an der Atlantikküste
    - die Baie de Bourgneuf mit der Insel Noirmoutier (Frankreich)

- in Afrika
  - an der nordafrikanischen Atlantikküste
    - der Nationalpark Banc d’Arguin in Mauretanien

- in Nordamerika
  - an der Atlantikküste

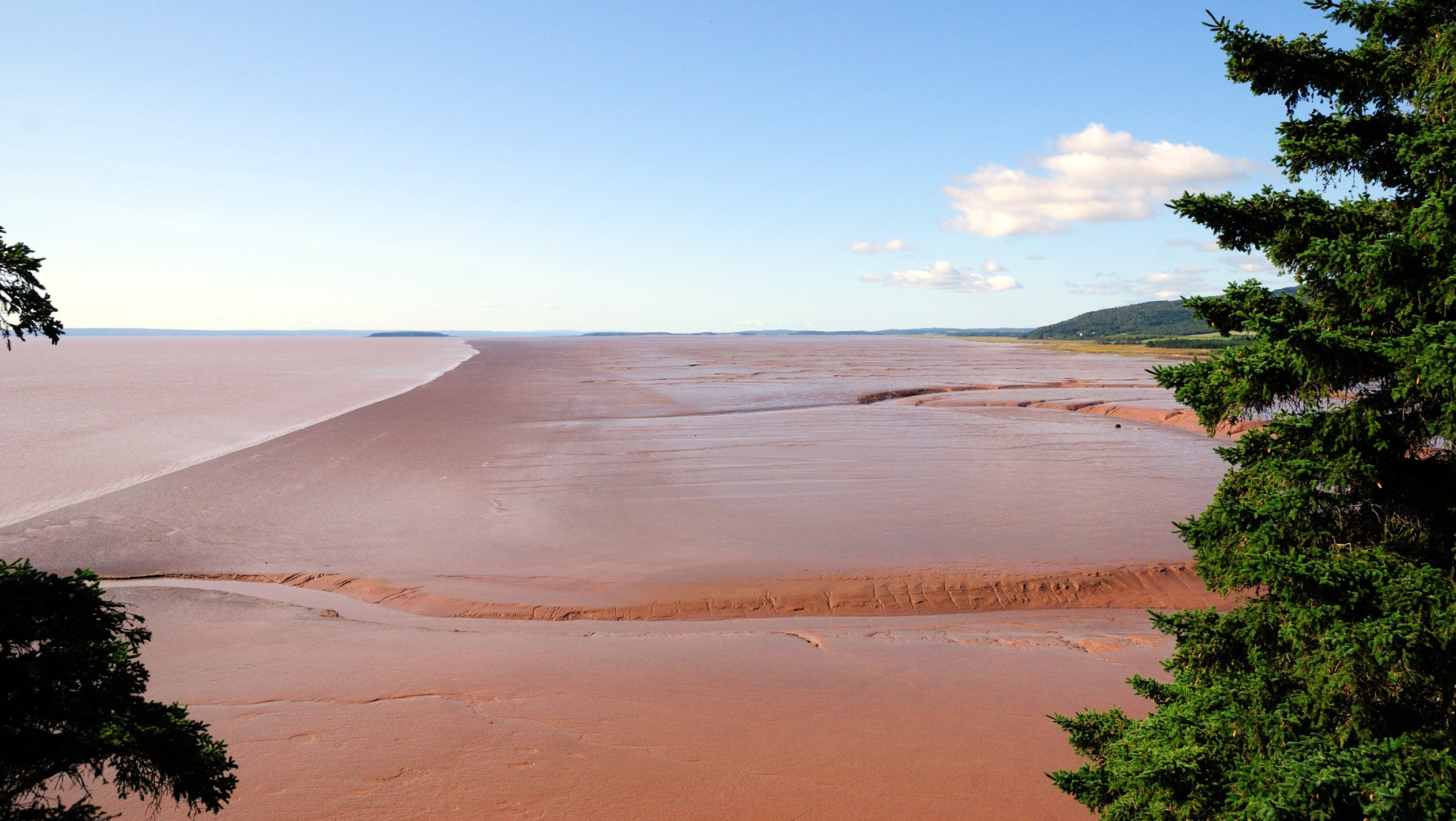
Daniel’s Flats am Nordwestrand der Chignecto Bay, New Brunswick, Kanada

    - das Minas Basin (ca. 400 km²)[3] und die Chignecto Bay, die beiden Hauptarme der oberen Bay of Fundy (Kanada),
    - die Cape Cod Bay (USA)

  - an der Pazifikküste
    - Teile der Bucht von San Francisco (USA)

- in Südamerika
  - Marschgebiete beiderseits des Mündungsdeltas des Essequibo

- in Ostasien
  - die koreanische Gelbmeerküste; deren größtes zusammenhängendes Wattgebiet, Saemangeum (ca. 400 km²), wurde 2006 eingedeicht.
  - Das Wattenmeer der Kurilen[4]
  - das Naturschutzgebiet Chongming Dongtan bei Shanghai (China)